# Jewgeni Bulantschik
Jewgeni Bulantschik, russisch Евгений Буланчик (* 3. April 1922 in Horliwka; † 1996) war ein ukrainischer Hürdenläufer, der für die Sowjetunion antrat. Er wurde 1954 Europameister auf der 110-Meter-Strecke.
Bei den Leichtathletik-Europameisterschaften 1950 in Brüssel gewann er seinen Vorlauf in 14,8 Sekunden. Im Finale wurde er Sechster und Letzter in 15,2 Sekunden. In Helsinki bei den Olympischen Spielen 1952 erreichte er als einziger Europäer das Finale und wurde in 14,5 Sekunden Vierter hinter drei US-Amerikanern; Sieger wurde Harrison Dillard in 13,7 Sekunden. 1954 bei den Europameisterschaften in Bern siegte er in 14,4 Sekunden vor dem Briten Jack Parker und dem Deutschen Berthold Steines. 
Von 1948 bis 1955 wurde er achtmal in Folge sowjetischer Meister. 1952 stellte er mit 14,1 Sekunden seine Bestzeit auf.
Jewgeni Bulantschik war 1,84 m groß und wog in seiner aktiven Zeit 80 kg.